# Ampasimbe Manantsatrana
Ampasimbe Manantsatrana est une commune rurale malgache située dans la partie sud-est de la région d'Analanjirofo.